# Premi Oscar 1943
La 15ª edizione della cerimonia di premiazione dei Premi Oscar si è tenuta il 4 marzo 1943 al Cocoanut Grove dell'Hotel Ambassador di Los Angeles, condotta dall'attore comico Bob Hope.

## Vincitori e candidati
Vengono di seguito indicati in grassetto i vincitori. Dove ricorrente e disponibile, viene indicato il titolo in lingua italiana e quello in lingua originale tra parentesi.

### Miglior film
- La signora Miniver (Mrs. Miniver), regia di William Wyler
- Gli invasori - 49º parallelo (The Invaders), regia di Michael Powell
- Delitti senza castigo (Kings Row), regia di Sam Wood
- L'orgoglio degli Amberson (The Magnificent Ambersons), regia di Orson Welles
- The Pied Piper, regia di Irving Pichel
- L'idolo delle folle (The Pride of the Yankees), regia di Sam Wood
- Prigionieri del passato (Random Harvest), regia di Mervyn LeRoy
- Un evaso ha bussato alla porta (The Talk of the Town), regia di George Stevens
- L'isola della gloria (Wake Island), regia di John Farrow
- Ribalta di gloria (Yankee Doodle Dandy), regia di Michael Curtiz

### Miglior regia
- William Wyler - La signora Miniver (Mrs. Miniver)
- Sam Wood - Delitti senza castigo (Kings Row)
- Mervyn LeRoy - Prigionieri del passato (Random Harvest)
- John Farrow - L'isola della gloria (Wake Island)
- Michael Curtiz - Ribalta di gloria (Yankee Doodle Dandy)

### Miglior attore protagonista
- James Cagney - Ribalta di gloria (Yankee Doodle Dandy)
- Ronald Colman - Prigionieri del passato (Random Harvest)
- Gary Cooper - L'idolo delle folle (The Pride of the Yankees)
- Walter Pidgeon - La signora Miniver (Mrs. Miniver)
- Monty Woolley - The Pied Piper

### Migliore attrice protagonista
- Greer Garson - La signora Miniver (Mrs. Miniver)
- Bette Davis - Perdutamente tua (Now, Voyager)
- Katharine Hepburn - La donna del giorno (Woman of the Year)
- Rosalind Russell - Mia sorella Evelina (My Sister Eileen)
- Teresa Wright - L'idolo delle folle (The Pride of the Yankees)

### Miglior attore non protagonista
- Van Heflin - Sorvegliato speciale (Johnny Eager)
- William Bendix - L'isola della gloria (Wake Island)
- Walter Huston - Ribalta di gloria (Yankee Doodle Dandy)
- Frank Morgan - Gente allegra (Tortilla Flat)
- Henry Travers - La signora Miniver (Mrs. Miniver)

### Migliore attrice non protagonista
- Teresa Wright - La signora Miniver (Mrs. Miniver)
- Gladys Cooper - Perdutamente tua (Now, Voyager)
- Agnes Moorehead - L'orgoglio degli Amberson (The Magnificent Ambersons)
- Susan Peters - Prigionieri del passato (Random Harvest)
- May Whitty - La signora Miniver (Mrs. Miniver)

### Miglior sceneggiatura
- Arthur Wimperis, George Froeschel, James Hilton e Claudine West - La signora Miniver (Mrs. Miniver)
- Rodney Ackland e Emeric Pressburger - Gli invasori - 49º parallelo (The Invaders)
- Jo Swerling e Herman J. Mankiewicz - L'idolo delle folle (The Pride of the Yankees)
- Claudine West, George Froeschel e Arthur Wimperis - Prigionieri del passato (Random Harvest)
- Irwin Shaw e Sidney Buchman - Un evaso ha bussato alla porta (The Talk of the Town)

### Miglior sceneggiatura originale
- Ring Lardner Jr. e Michael Kanin - La donna del giorno (Woman of the Year)
- Michael Powell e Emeric Pressburger - Volo senza ritorno (One of Our Aircraft Is Missing)
- Frank Butler e Don Hartman - Avventura al Marocco (Road to Morocco)
- William R. Burnett e Frank Butler - L'isola della gloria (Wake Island)
- George Oppenheimer - The war against Mrs. Hadley

### Miglior soggetto originale
- Emeric Pressburger - Gli invasori - 49º parallelo (49th Parallel)
- Irving Berlin - La taverna dell'allegria (Holiday Inn)
- Paul Gallico - L'idolo delle folle (The Pride of the Yankees)
- Sidney Harmon - Un evaso ha bussato alla porta (The Talk of the Town)
- Robert Buckner - Ribalta di gloria (Yankee Doodle Dandy)

### Miglior fotografia
- Bianco e nero

- Joseph Ruttenberg - La signora Miniver (Mrs. Miniver)
- James Wong Howe - Delitti senza castigo (Kings Row)
- Stanley Cortez - L'orgoglio degli Amberson (The Magnificent Ambersons)
- Charles Clarke - Ondata d'amore (Moontide)
- Edward Cronjager - The Pied Piper
- Rudolph Maté - L'idolo delle folle (The Pride of the Yankees)
- John Mescall - Segretario a mezzanotte (Take a Letter, Darling)
- Ted Tetzlaff - Un evaso ha bussato alla porta (The Talk of the Town)
- Leon Shamroy - I cavalieri azzurri (Ten Gentlemen from West Point)
- Arthur C. Miller - Sono un disertore (This above All)

- Colore

- Leon Shamroy - Il cigno nero (The Black Swan)
- Sol Polito - Captains of the Clouds
- Milton Krasner, William V. Skall e W. Howard Greene - Le mille e una notte (Arabian Nights)
- W. Howard Greene - Il libro della giungla (Jungle Book)
- Victor Milner e William V. Skall - Vento selvaggio (Reap the Wild Wind)
- Edward Cronjager e William V. Skall - Verso le coste di Tripoli (To the Shores of Tripoli)

### Miglior scenografia
- Bianco e nero

- Richard Day, Joseph C. Wright e Thomas Little - Sono un disertore (This above All)
- Max Parker, Mark-Lee Kirk e Casey Roberts - Mia moglie ha sempre ragione (George Washington Slept Here)
- Albert S. D'Agostino, Darrell Silvera e Al Fields - L'orgoglio degli Amberson (The Magnificent Ambersons)
- Perry Ferguson e Howard Bristol - L'idolo delle folle (The Pride of the Yankees)
- Cedric Gibbons, Randall Duell, Edwin B. Willis e Jack Moore - Prigionieri del passato (Random Harvest)
- Boris Leven - I misteri di Shanghai (The Shanghai Gesture)
- Ralph Berger e Emile Kuri - Rivalità (Silver Queen)
- Jack Otterson, John B. Goodman, Russell A. Gausman e Edward R. Robinson - I cacciatori dell'oro (The Spoilers)
- Hans Dreier, Roland Anderson e Sam Comer - Segretario a mezzanotte (Take a Letter, Darling)
- Lionel Banks, Rudolph Sternad e Fay Babcock - Un evaso ha bussato alla porta (The Talk of the Town)

- Colore

- Richard Day, Joseph C. Wright e Thomas Little - Follie di New York (My Gal Sal)
- Jack Otterson, Alexander Golitzen, Russell A. Gausman e Ira S. Webb - Le mille e una notte :(Arabian Nights)
- Ted Smith e Casey Roberts - Captains of the Clouds
- Vincent Korda e Julia Heron - Il libro della giungla (Jungle Book)
- Hans Dreier, Roland Anderson e George Sawley - Vento selvaggio (Reap the Wild Wind)

### Migliori effetti speciali
- Gordon Jennings, Farciot Edouart, William L. Pereira e Louis Mesenkop - Vento selvaggio (Reap the Wild Wind)
- Fred Sersen, Roger Heman e George Leverett - Il cigno nero (The Black Swan)
- Byron Haskin e Nathan Levinson - L'avventura impossibile (Desperate Journey)
- Howard Lydecker e Daniel J. Bloomberg - I falchi di Rangoon (Flying Tigers)
- John Fulton e Bernard B. Brown - Joe l'inafferrabile (Invisible Agent)
- Lawrence W. Butler e William H. Wilmarth - Il libro della giungla (Jungle Book)
- A. Arnold Gillespie, Warren Newcombe e Douglas Shearer - La signora Miniver (Mrs. Miniver)
- Vernon L. Walker e James G. Stewart - La Marina è vittoriosa (The Navy Comes Through)
- Ronald Neame e C. C. Stevens - Volo senza ritorno (One of Our Aircraft Is Missing)
- Jack Cosgrove, Ray Binger e Thomas T. Moulton - L'idolo delle folle (The Pride of the Yankees)

### Miglior montaggio
- Daniel Mandell - L'idolo delle folle (The Pride of the Yankees)
- Harold F. Kress - La signora Miniver (Mrs. Miniver)
- Otto Meyer - Un evaso ha bussato alla porta (The Talk of the Town)
- Walter Thompson - Sono un disertore (This above All)
- George Amy - Ribalta di gloria (Yankee Doodle Dandy)

### Miglior sonoro
- Nathan Levinson e Warner Bros. Studio Sound Department - Ribalta di gloria (Yankee Doodle Dandy)
- Daniel J. Bloomberg e Republic Studio Sound Department - I falchi di Rangoon (Flying Tigers)
- Thomas T. Moulton e Samuel Goldwyn Studio Sound Department - L'idolo delle folle (The Pride of the Yankees)
- Bernard B. Brown e Universal Studio Sound Department - Le mille e una notte (Arabian Nights)
- C. O. Slyfield e Walt Disney Studio Sound Department - Bambi
- John P. Livadary e Columbia Studio Sound Department - Non sei mai stata così bella (You Were Never Lovelier)
- Jack Whitney e Sound Service Inc. - Amichevole rivalità (Friendly Enemies)
- Douglas Shearer e Metro-Goldwyn-Mayer Studio Sound Department - La signora Miniver (Mrs. Miniver)
- Edmund H. Hansen e 20th Century-Fox Studio Sound Department - Sono un disertore (This above All)
- James L. Fields e RCA Sound - La febbre dell'oro (The Gold Rush)
- Loren L. Ryder e Paramount Studio Sound Department - Avventura al Marocco (Road to Morocco)
- Steve Dunn e RKO Radio Studio Sound Department - Fuggiamo insieme (Once Upon a Honeymoon)

### Migliore colonna sonora
- Film musicale

- Ray Heindorf e Heinz Roemheld - Ribalta di gloria (Yankee Doodle Dandy)
- Edward Ward - Flying with Music
- Roger Edens e Georgie Stoll - For Me and My Gal
- Robert Emmett Dolan - La taverna dell'allegria (Holiday Inn)
- Hans J. Salter e Charles Previn - La prima è stata Eva (It Started with Eve)
- Walter Scharf - Johnny Doughboy
- Alfred Newman - Follie di New York (My Gal Sal)
- Leigh Harline - Non sei mai stata così bella (You Were Never Lovelier)

- Film drammatico o commedia

- Max Steiner - Perdutamente tua (Now, Voyager)
- Frank Churchill e Edward Plumb - Bambi
- Frank Skinner - Le mille e una notte (Arabian Nights)
- Alfred Newman - Il cigno nero (The Black Swan)
- Dimitri Tiomkin - I vendicatori (The Corsican Brothers)
- Victor Young - I falchi di Rangoon (Flying Tigers)
- Max Terr - La febbre dell'oro (The Gold Rush)
- Roy Webb - Ho sposato una strega (I Married a Witch)
- Roy Webb - L'ora del destino (Joan of Paris)
- Miklós Rózsa - Il libro della giungla (Jungle Book)
- Edward Kay - Klondike Fury
- Leigh Harline - L'idolo delle folle (The Pride of the Yankees)
- Herbert Stothart - Prigionieri del passato (Random Harvest)
- Richard Hageman - I misteri di Shanghai (The Shanghai Gesture)
- Victor Young - Rivalità (Silver Queen)
- Werner Heymann - Vogliamo vivere! (To Be or Not to Be)
- Frederick Hollander e Morris Stoloff - Un evaso ha bussato alla porta (The Talk of the Town)
- Victor Young - Segretario a mezzanotte (Take a Letter, Darling)

### Miglior canzone
- "White Christmas", musica e testo di Irving Berlin - La taverna dell'allegria (Holiday Inn)
- "Always in My Heart", musica di Ernesto Lecuona, testo di Kim Gannon - Sempre nel mio cuore (Always in My Heart)
- "Dearly Beloved", musica di Jerome Kern, testo di Johnny Mercer - Non sei mai stata così bella (You Were Never Lovelier)
- "How About You?", musica di Burton Lane, testo di Ralph Freed - I ragazzi di Broadway (Babes on Broadway)
- "It Seems I Heard That Song Before", musica di Jule Styne, testo di Sammy Cahn - Youth on Parade
- "I've Got a Gal in Kalamazoo", musica di Harry Warren, testo di Mack Gordon - Orchestra Wives
- "Love Is a Song", musica di Frank Churchill, testo di Larry Morey - Bambi
- "Pennies for Peppino", musica di Edward Ward, testo di Chet Forrest e Bob Wright - Flying with Music
- "Pig Foot Pete", musica di Gene de Paul, testo di Don Raye - attribuita ad Hellzapoppin' ma apparsa nel film Razzi volanti (Keep 'Em Flying)
- "There's a Breeze on Lake Louise", musica di Harry Revel, testo di Mort Greene - The Mayor of 44th Street

### Miglior documentario
- The Battle of Midway, regia di John Ford (ex aequo)
- Kokoda Front Line!, regia di Damien Parer (ex aequo)
- Moscow Strikes Back, regia di Ilya Kopalin e Leonid Varlamov (ex aequo)
- Preludio alla guerra (Prelude to War), regia di Frank Capra e Anatole Litvak (ex aequo)
- Africa, Prelude to Victory
- We Refuse to Die, regia di William H. Pine
- Conquer by the Clock, regia di Frederic Ullman Jr.
- The Grain that Built a Hemisphere
- Henry Browne, Farmer
- High over the Borders, regia di Raymond Spottiswoode
- Little Belgium
- High Stakes in the East
- Inside Fighting China, regia di Stuart Legg
- Winning Your Wings, regia di Owen Crump
- It's Everybody's War
- Listen to Britain, regia di Humphrey Jennings e Stewart McAllister
- Combat Report
- Little Isles of Freedom, regia di Victor Stoloff
- The New Spirit
- Mr. Blabbermouth!, regia di Basil Wrangell
- A Ship Is Born
- Twenty-One Miles
- Mr. Gardenia Jones, regia di George B. Seitz
- The White Eagle, regia di Eugeniusz Cekalski
- The Price of Victory, regia di William H. Pine

### Miglior cortometraggio
- Speaking of Animals and Their Families, regia di Robert Carlisle e Jerry Fairbanks
- Desert Wonderland
- Marines in the Making, regia di Herbert Polesie
- United States Marine Band, regia di Jean Negulesco

### Miglior cortometraggio a 2 bobine
- Beyond the Line of Duty, regia di Lewis Seiler
- Don't Talk, regia di Joseph M. Newman
- Private Smith of the U.S.A., regia di Harry W. Smith

### Miglior cortometraggio d'animazione
- Der Fuehrer's Face, regia di Jack Kinney
- All Out for 'V', regia di Mannie Davis
- Blitz Wolf, regia di Tex Avery
- Juke Box Jamboree, regia di Alex Lovy
- La danza dei porcellini (Pigs in a Polka), regia di Friz Freleng
- Tulips Shall Grow, regia di George Pal

## Premi speciali

### Oscar onorario
- Charles Boyer per i suoi continui successi culturali nello stabilire la French Research Foundation a Los Angeles, come punto di riferimento per l'industria cinematografica di Hollywood.
- Noël Coward per la sua straordinaria produzione Eroi del mare (In which We Serve).
- Metro-Goldwyn-Mayer per il suo successo nel rappresentare lo stile di vita americano nella serie di film di Andy Hardy.

### Premio alla memoria Irving G. Thalberg
- Sidney Franklin